# Gordon Currie
Gordon Currie (Vancouver, 25 september 1965) is een Canadees-Amerikaanse acteur, filmregisseur,  filmproducent, scenarioschrijver en filmeditor.

## Biografie
Currie werd geboren in Canada en heeft Amerikaanse ouders. Hij begon met acteren in films die rond Vancouver gefilmd werden en verhuisde naar Los Angeles om zich serieus te gaan toeleggen op het acteren. Currie deelde in Los Angeles zijn woonruimte twee jaar met Brad Pitt. In die tijd werkte hij als clown bij McDonald's, maar het duurde niet lang voordat hij toch rollen kreeg voor tv en films. Hij woonde en werkte hierna ook in New York en Canada. Tegenwoordig woont hij in Zuid-Californië.
Currie begon in 1987 met acteren in de televisieserie 21 Jump Street. Hierna speelde hij rollen in televisieseries en films zoals Alive (1993), Poltergeist: The Legacy (1998), Code Name: Eternity (2000), Blue Murder (2002-2004) en The Sentinel (2006).
Currie was van 1999 t/m 2003 getrouwd (gescheiden) en heeft hieruit één kind. In augustus 2004 hertrouwde hij; uit dit huwelijk heeft hij drie kinderen.
Currie is tevens werkzaam als filmregisseur, filmproducent, scenarioschrijver en filmeditor. Als filmregisseur en filmproducent was hij verantwoordelijk voor de televisiefilms Magnus Opus (2003), Blocked (2002) en 2 Extra Days (1998). Als scenarioschrijver was hij verantwoordelijk voor Magnus Opus en 2 Extra Days en als filmeditor voor Magnus Opus.

## Filmografie

### Films
Uitgezonderd korte films.
- 2009: The Death of Alice Blue – als Julian
- 2008: This Is Not a Test – als Rick Smyth
- 2006: The Woods – als sheriff
- 2006: The Sentinel – als hulpje van de directeur
- 2005: Left Behind: World at War – als Nicolae Carpathia
- 2005: Deadly Visions – als John Culver
- 2005: The Dark Hours – als David Goodman
- 2004: Highwaymen – als Ray Boone
- 2003: The Outlaws of Missouri – als Charlie Ford
- 2003: The Pedestrian – als Travis Lack
- 2003: A Crime of Passion – als Alan Leach
- 2003: The Happy Couple – als Stan
- 2002: Not a Fish Story – als Joe
- 2002: Left Behind II: Tribulation Force – als Nicolae Carpathia
- 2002: Blocked – als straatrover
- 2002: Fairytales and Pornigraphy – als Raphael
- 2002: The Circle – als Tom Wilkinson
- 2001: Simulacrum – als Henry
- 2001: Haven - als Jimmy
- 2001: Left Behind: The Movie – als Nicolae Carpathia
- 2000: Waydowntown – als Curt Schwin
- 2000: Falling Through – als Peter
- 1999: The Fear: Resurrection – als Mike Hawthorne
- 1998: Dog Park – als Trevor
- 1998: Playing to Win: A Moment of Truth Movie – als Frank
- 1997: Laserhawk – als Rodney Terence Stanko
- 1996: Listen – als Jake Taft
- 1996: Ripe – als Pete
- 1995: Blood & Donuts – als Boya
- 1995: Falling for You – als Henry
- 1994: Janek: The Silent Betrayal – als Rick Wheeler
- 1994: Puppet Master 5: The Final Chapter – als Rick Myers
- 1993: Puppet Master 4 – als Rick Myers
- 1993: Alive – als Coche Inciarte
- 1993: Dieppe – als Stefan
- 1991: The Killing Mind – als pizzabezorger
- 1991: The Terror Within II – als Aaron
- 1990: My Blue Heaven – als Wally Bunting
- 1989: American Boyfriends – als Gilder
- 1989: Friday the 13th Part VIII: Jason Takes Manhattan – als Miles Wolfe
- 1989: Cousins – als dean Kozinski
- 1988: Distant Thunder – als Billy Watson

### Televisieseries
Uitgezonderd eenmalige gastrollen.
- 2001: Leap Years – als Randy Gendel – 8 afl.
- 2000: Code Name: Eternity – als Dent – 26 afl.
- 1998-1999: First Wave – als Elton Beleye – 2 afl.

- Bibliothèque nationale de France: cb14167773z (data)
- International Standard Name Identifier: 0000 0003 8192 9008
- Library of Congress Control Number: nr2004030596
- Nationale Bibliotheek van Tsjechië: mub2017959249
- Virtual International Authority File: 263491985
- WorldCat: E39PBJrwWxrC7GcrcDGyWhqWjC

1. ↑  (en) Biografie Sarah Plommer. Gearchiveerd op 14 maart 2023.